# 堀畑裕也
堀畑 裕也（ほりはた・ゆうや、1990年7月30日 - ）は、日本の競泳選手。種目は個人メドレー、自由形。2011年世界水泳選手権400m個人メドレー銅メダリスト。

## 人物
1990年7月30日、愛知県名古屋市出身。小中9年間KLスポーツ春日井スイミングスクール(愛知県春日井市)の選手コースで本格的に水泳を学び、その後、豊川高等学校を経て日本体育大学体育学部体育学科卒業。日本体育大学大学院在学中。
身長169cmと競泳選手では小柄な方に入るが、本人は「小回り出来るプラスな面がある」とこれを武器としている。自身の専門は個人メドレーであるが、自由形、バタフライにも出場することもある。
ジュニア時代の2008年から国際競技大会に日本代表として数多く出場し、2010年アジア競技大会（広州市／ 中国）では400m個人メドレーで優勝した。
2011年世界水泳選手権（上海市／ 中国）では400m個人メドレーで3位に入り、日本人選手としてこの種目で初となる国際競技大会のメダルを獲得した。
ロンドン五輪の代表入りを目指し、山本化学工業製の姿勢改善水着「ゼロポジション プロフェッショナル」を使用した練習を行い、日本選手権400m個人メドレー2位の結果を残し、代表に選出される。ロンドン五輪400m個人メドレー6位入賞。

## 主な戦績
- ユニバーシアード（2009年 ベオグラード／ セルビア）
  - 200m個人メドレー　5位
  - 400m個人メドレー　3位
- パンパシフィック選手権
  - 400m個人メドレー　4位
- アジア競技大会（2010年 広州市／ 中国）
  - 200m個人メドレー　3位
  - 400m個人メドレー　優勝
- 世界水泳選手権（2011年 上海市／ 中国）
  - 200m個人メドレー　8位
  - 400m個人メドレー　3位

## 記録
- 200m自由形　1分48秒73
- 200m個人メドレー　1分59秒25
- 400m個人メドレー　4分10秒52